# Retzia capensis
Retzia capensis ist die einzige Art der Pflanzengattung Retzia. Die Einordnung der Gattung war lange Zeit fraglich, heute wird sie der Familie der Stilbaceae zugeordnet. Die Art kommt ausschließlich in der Kapregion Südafrikas vor. Der Gattungsname ehrt den schwedischen Naturforscher Anders Jahan Retzius (1742–1821).

## Beschreibung

### Vegetative Merkmale
Retzia capensis sind schwach verzweigte Sträucher mit einer Höhe von 60 bis 130 cm. Die Zweige sind fest, grob und stark und sind in der Jugend filzig oder fein filzig behaart, wobei in der Länge und Dichte der Behaarung eine starke Variabilität auftritt. Die Sprossachse verzweigt monopodial. An jungen Trieben sind deutliche, longitudinale Rinnen zu erkennen, die in einer Blattbasis enden. An älteren Zweigen sind diese Blattnarben als mehr oder weniger deutliche Punkte ausgebildet.
Die Laubblätter stehen für gewöhnlich in Quirlen. Diese bestehen an den dünnen Zweigen meist aus drei, am Hauptstamm meist aus vier oder fünf Blättern. Die einfachen Blätter sind nebenblattlos, aufsitzend, ganzrandig und linealisch. Die breiteste Stelle befindet sich nahe der Basis, von wo aus sie sich zur stumpfen oder nahezu spitzwinkeligen Spitze hin verjüngen. Die Blattbasis liegt eng an den Zweigen an. Die Größe der Blätter variiert zwischen 30 × 3 mm bis hin zu mehr als 50 × 6 mm, wobei sie an den Seitenästen kleiner, in der blütentragenden Region am größten sind. Meist sind die Blätter nahezu unbehaart und vor allem an der Basis fein behaart, jedoch sind die größeren Blätter der blütentragenden Region oftmals bis auf die Blattspitze flaumartig behaart und an den Rändern dicht flaumartig mit weißlich gefärbten Haaren besetzt. Jedoch verliert sich auch diese Behaarung beim Altern der Blätter. Der obere Teil der Blätter ist stark zur Unterseite hin umgebogen, so dass sich auf der Blattunterseite auf jeder Seite des Blattrandes eine schmale Rinne bildet, die als Kerbe das Blatt hinunterläuft. In Trockenperioden schrumpfen die Blätter ein, wobei aus der Rinne eine Art Röhre wird.

### Blütenstände und Blüten
Die Blütenstände stehen dicht gedrängt an stark zurückgebildeten Kurzsprossen, die seitlich am Ende der Triebe stehen, jedoch nicht bis ganz zur Spitze reichen, die kontinuierlich weiterwächst. Obwohl die Blüten dicht stehen, erscheinen sie paarweise in den Achseln von kreuzgegenständig stehenden, dicht behaarten, großen Blättern. An jedem der Kurzsprosse entwickeln sich nacheinander immer nur ein oder zwei Blüten auf einmal. Sie stehen an nur etwa 1 mm langen, weißlich behaarten Blütenstielen und sind von zwei Tragblättern umgeben. Diese sind kleiner als die Laubblätter, ähneln diesen jedoch stark.
Der blass gefärbte Kelch ist röhrenförmig und verjüngt sich an der Basis. Die Kelchröhre ist 10 bis 13 mm lang, die Basis ist unbehaart, die mittleren und oberen Teile sind schwach flaumhaarig behaart. Die Kelchzipfel sind 8 bis 12 mm lang, spitzig, linealisch-lanzettlich und schwach flaumhaarig bis seidig behaart, am Rand ist die Behaarung dichter und länger. Die Krone ist röhrenförmig, hat einen Durchmesser von 6 bis 7 mm und eine Länge von 55 bis 65 mm. Die fünf dreieckig-eiförmigen Kronzipfel sind 8 bis 11 mm lang. Die Knospendeckung ist klappig bis doppelt gefaltet klappig. Die Kronröhre ist leuchtend rot bis orangerot gefärbt, die Kronzipfel haben jedoch eine dunkle, blau-schwarze Färbung. Diese dunkle Färbung wird jedoch an der Spitze durch eine weißliche Behaarung verdeckt. Die Außenseite der Krone ist leicht flaumartig behaart, wird zur Basis jedoch nahezu unbehaart.
Die Staubfäden der fünf Staubblätter stehen in den Bögen zwischen den Kronlappen und sind etwa 4 bis 5 mm lang. Die rückseitig (dorsal) fixierten Staubbeutel sind 2,5 bis 3 mm lang, nach innen geneigt und nicht miteinander verwachsen. Die beiden Theken sind in der oberen Hälfte miteinander verwachsen, die unteren Enden stehen mehr oder weniger auseinander. Beide Enden sind abgestumpft.
Um die Basis des Fruchtknotens ist eine kreisförmige, gewellte Scheibe ausgebildet. Der zweifruchtblättrige Stempel besitzt einen langen, schlanken Griffel, der bereits in der frühen Blühphase 10 mm und mehr über die noch fast geschlossene Kronröhre hinaus steht. Über etwa ein Drittel der Höhe des Fruchtknotens ist eine vollständige Scheidewand ausgebildet, darüber sind die beiden Fruchtknotenfächer miteinander verbunden, nur am äußeren Rand ist zwischen den Fächern eine Rippe ausgebildet. Oberhalb der Mitte der Scheidewände sind die Plazenten angeordnet, jeder sind je ein oder zwei herabhängende sowie eine aufwärts weisende Samenanlage zugeordnet, so dass pro Fruchtknoten vier bis sechs Samenanlagen ausgebildet werden.

### Früchte und Samen
Die Früchte sind longitudinal aufspringende Kapseln, deren Oberfläche oftmals stark gefaltet, aber dennoch glatt ist. Die Kapseln werden von einem lange ausdauernden Kelch umgeben. Ausgereift haben die Kapseln eine Länge von 7 bis 9 mm, oft aber auch kleiner. Das Aufspringen der Kapsel beginnt fachspaltig an der Spitze, reicht zunächst über ein Drittel der Länge, wo die Samenfächer oftmals zweilappig werden und scheidewandspaltig entlang eines longitudinalen Risses aufspringen.
Die Samen sind bis zu 6 mm lang, länglich dreieckig und leicht kammartig. Die Oberfläche ist stark netzartig strukturiert. Das gerade, zylindrische Embryo ist von einem mehligen Endosperm umgeben.

### Weitere Merkmale
Die Chromosomenzahl beträgt {\displaystyle n=14}. Zu den sekundären Pflanzenstoffen zählen verschiedene Iridoide.

## Ökologie
Die Blüten von Retzia capensis werden größtenteils durch Vögel bestäubt, unter anderem wurde der Goldbrust-Nektarvogel (Anthobaphes violacea) an den Blüten beobachtet. Die protogynen Blüten der Pflanze besitzen schon in der frühen Blühphase einen verlängerten Griffel, der weit über die Krone hinaussteht, wodurch die Wahrscheinlichkeit erhöht wird, dass ein die Pflanze besuchender Vogel die feinen Narben berührt. Später ist die Krone weiter geöffnet, so dass auch die nach innen gerichteten Staubbeutel über die Kronröhre hinausstehen.

## Verbreitung und Standorte
Retzia capensis besitzt ein eingeschränktes Verbreitungsgebiet in den südafrikanischen Distrikten Somerset West, Caledon und Bredasdorp. Im Westen und Nordwesten wird das Gebiet von den Bergen Helderbergs (ehemals Hottentots Hollands) begrenzt, wächst von dort entlang des Klein River, dem Houw Hoek Pass und der Babylon Towers Mountains, bis in den Osten, wo sie die Elandskoof Mountains erreichen und vom Bredasdorp Mountain begrenzt werden.
Sie wächst an Sandsteinhängen, auf sandigen oder sandig/steinigen Böden, oftmals in der Nähe von Felsen. In einigen Gebieten wird die Pflanze oftmals durch regelmäßige Buschfeuer beeinträchtigt. Sind die Intervalle zwischen den Feuern nicht zu kurz, kann die Pflanze diese überstehen. Aus der überdauernden Wurzelkrone dann treiben neue Triebe aus.